# Bertrand de Rosmadec
Bertrand de Rosmadec (tweede helft 14e eeuw - 7 februari 1445) was een Frans rooms-katholiek geestelijke die gedurende 28 jaar bisschop van Cornouaille in Bretagne was.

## Levensloop

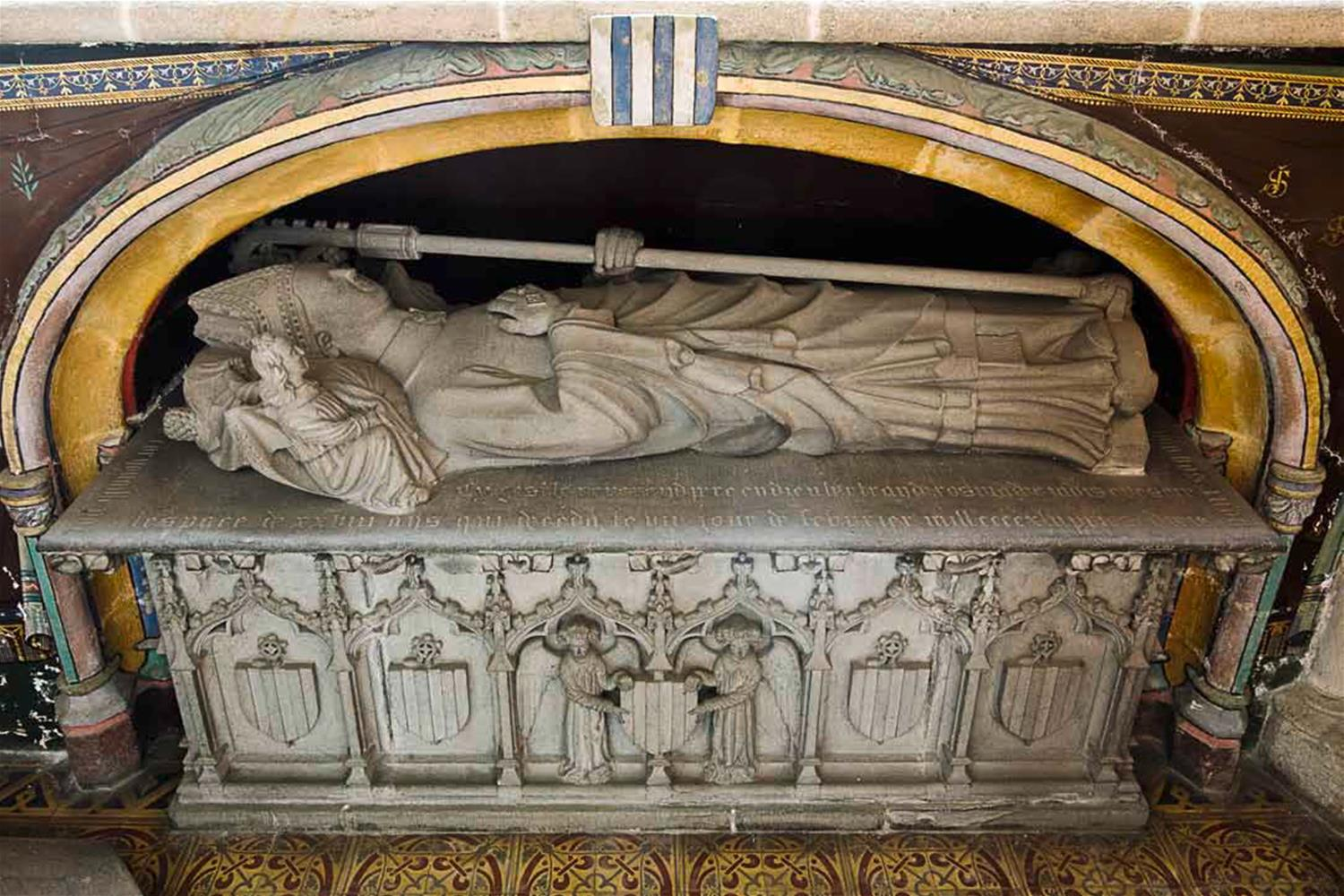
Grafmonument in de kathedraal van Quimper

Bertrand de Rosmadec werd geboren in een adellijke Bretonse familie. Hij was een zoon van Guillaume de Rosmadec en Marguerite du Chastel. In 1408 werd hij kanunnik in het kathedraal kapittel van Quimper. Hij was raadgever en aalmoezenier van achtereenvolgens hertog Jan IV en Jan V van Bretagne.
In 1416 volgde hij Gatien de Monceaux als bisschop van Cornouaille. In februari 1417 werd hij gewijd als bisschop. Als bisschop legde hij zich toe op omvangrijke bouwwerken in en om de bisschopsstad Quimper. Hij startte de bouw van het schip en het westelijk portaal van de kathedraal met de bijhorende torens. Hij liet ook het grootste deel van het transept bouwen. Daarnaast liet hij de sacristie en de bibliotheek van de kathedraal optrekken. Hij schonk ook twee orgels aan de kathedraal en stichtte een kathedraalkoor. Verder liet hij het bisschoppelijk paleis van Quimper herbouwen en vormde een landhuis in Lanniron om tot zomerpaleis. Door de bouw van al deze projecten stak hij het bisdom diep in de schulden.
Hij zette zich ook in voor de armenzorg en opende in 1431 een eerste armenhuis in Quimper.
In 1444 trad Bertrand de Rosmadec terug als bisschop. Hij werd opgevolgd door Alain L'Épervier en het jaar erop, op 7 februari, overleed hij.

## Grafmonument
Er werd een grafmonument voor hem gebouwd in de kapel Saint-Jean van de kathedraal van Quimper. Dit monument werd in 1793 tijdens de Franse Revolutie ontmanteld, maar in 1870 weer opgetrokken.